# Bränsleförbrukning

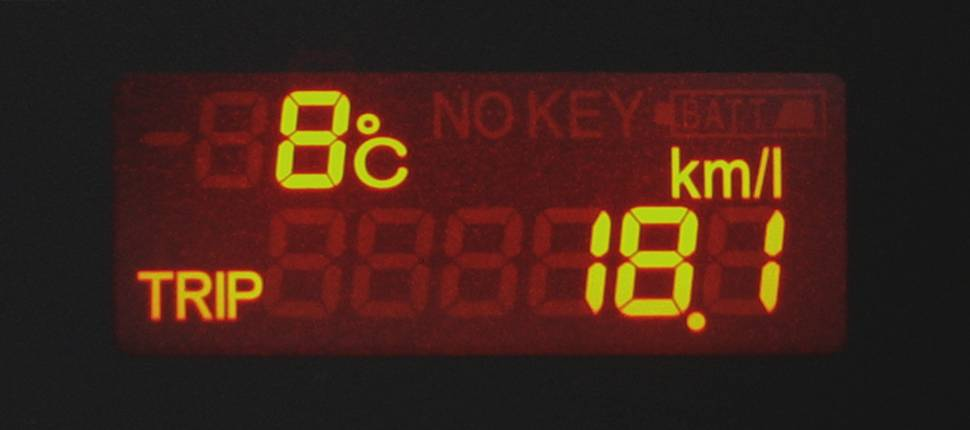
Mätare för bränsleförbrukning i en Honda Airwave

Bränsleförbrukningen är den mängd bränsle (såsom bensin eller diesel) som ett fordon förbrukar per sträcka eller tidsenhet. För en konsument påverkar detta mått både driftskostnaderna och bilens miljöegenskaper. Olika mått för bränsleförbrukningen används i olika länder. I Sverige används traditionellt måttet liter per mil (10 km). Numera används ofta istället liter per 100 km, i likhet med många andra länder i Europa. I USA anges inversen av bränsleförbrukningen, och man anger den sträcka i miles (1,6 km) som man kommer på en gallon (3,8 l) bränsle.
De siffror som anges officiellt är enligt mångas erfarenhet mycket optimistiska i förhållande till den förbrukning som fordonet uppvisar under vardaglig körning på grund av hur man utför mätningarna.

## Testning
För det första är det ett oberoende testinstitut som tar fram värdena, det är alltså inte tillverkaren som testar och bestämmer de officiella värdena. 
Bränsleförbrukningen mäts samtidigt som avgasutsläppen och några av förhållandena är som följer. 
Testbilen 
- skall ha rullat mellan 300 och 1 500 mil, (vara inkörd).
- har innan testet förvarats i ett utrymme med en temperatur mellan 0 och 30 grader Celsius under minst 6 timmar.
- skall vara lastad med en förare à 75 kg plus 25 kg last. All utrustning skall vara monterad men belysning och luftkonditionering är avstängd.
- tankas med ett specialbränsle som ska motsvara den genomsnittliga bränslekvaliteten som erbjuds på marknaden.

Testet 
- körs på en rullande landsväg i ett testlab. Den rullande landsvägen är programmerad med bilens egenskaper för luftmotstånd och rullningsmotstånd i standardutförande, det vill säga utan extra stänkskydd, bredare däck, spoilers mm.
- Temperaturen i testlabbet skall vara mellan 20 och 30 grader Celsius, referenstemperaturen är 20 grader, om den verkliga temperaturen är högre kalkylerar man om värdena för att gälla vid 20 grader.
- består av fyra testcykler där det är noga bestämt vilka hastigheter som ska hållas. Första tre cyklerna är lika och skall motsvara stadskörning, sista cykeln skall motsvara landsvägskörning.
- medelhastigheten på "stadskörning" är 19 km/h och högsta hastigheten 50 km/h.
- medelhastigheten på "landsvägskörning" är 62,6 km/h och högsta hastigheten 120 km/h.(om fordonets maxhastighet är minst 130 km/h)

Värdena 
- Under testet samlas alla avgaser upp i en stor "påse", dessa analyseras och utifrån CO2-utsläpp kalkyleras bränsleförbrukningen fram.

Värdena kan vara bra för att jämföra olika bilar men man kan inte förvänta att bilen skall förbruka samma värden vid verklig körning. Körstil, klimat och belastningar påverkar i hög grad. I hastigheter över 120 km/h kan olika karossers luftmotstånd ha väsentlig inverkan på bränsleförbrukningen.

## EU-cykeln
EU beslutade år 2007 om miljömålen för 2012 där alla tillverkade bilar måste förbruka under 120 gram koldioxid. Bilföretag som misslyckades med detta ska få betala böter. För att lyckas med miljömålen har man definierat om hur förbrukningen mäts och använder sig av EU-cykeln som anger hur mycket koldioxid per km en bil släpper ut.
Ett alternativt tillvägagångssätt är att mäta specifik bränsleförbrukning där man tar hänsyn till hur mycket energi bränslet som man förbränner innehåller. Detta är nödvändigt om man vill jämföra fordon som använder bränslen med olika energiinnehåll.